# BA-11
BA-11 – sowiecki ciężki samochód pancerny wprowadzony do uzbrojenia w grudniu 1939 roku. Wyprodukowany w krótkiej serii najcięższy wzór sowieckiego samochodu pancernego.

## Historia
W latach 30. na uzbrojenie Armii Czerwonej trafiło kilka typów samochodów pancernych. Dzielono je na dwie klasy: lekkie i średnie. Lekkie, budowane były na podwoziu samochodu ciężarowego Ford-AA (później GAZ-AA), a średnie wykorzystywały podwozia Ford-Timken (a następnie GAZ-AAA). Niezależnie od tego cały czas trwały prace nad jeszcze cięższymi pojazdami wykorzystującymi podwozia o większej nośności.
W latach 1930–1931 w Fabryce Iżorskiej zespół N.I. Dyrenkowa skonstruował ciężki samochód pancerny D-9 wykorzystujący podwozie samochodu ciężarowego Moreland. Prototyp nie przeszedł jednak prób wojskowych. Kolejną próbę podjęto w 1935 roku. Tym razem wykorzystano podwozie produkowanej od 1934 roku ciężarówki ZiS-6. Efektem prac zespołu konstruktorów Fabryki Iżorskiej był samochód BA-5. Także on nie przeszedł prób wojskowych. Za jego główne wady uznano zbyt duża masę przy niewystarczającym opancerzeniu (zbliżonym do zastosowanego w średnich samochodach pancernych BA-6/BA-10), oraz małą zdolność pokonywania przeszkód terenowych limitowaną niewystarczającą mocą silnika i dużą, większą niż w średnich samochodach pancernych, bazą podwozia. Za zbyt dużą uznano także pięcioosobową załogę (BA-5 miał stanowiska kierowców na obu końcach pojazdu).
Odrzucenie BA-5 przez RKKA nie zakończyło prac nad rozwojem samochodu pancernego wykorzystującego podwozie ZiSa-6. W latach 1936–1937 opracowano zmodyfikowaną, skróconą wersję tego podwozia oznaczoną jako ZiS-6K. Miała ona silnik o większej mocy i zachowało mechanizm podwojonego kierowania pochodzący z BA-5. Wykorzystując to podwozie zbudowano makietę samochodu pancernego o masie ponad 8000 kg. Wykorzystując doświadczenia z prac nad podwoziem ZiS-6K zaprojektowano kolejne podwozie oznaczone jako ZiS-34, które wykorzystano budując prototypy wozu oznaczonego jako BA-11. Zanim rozpoczęto ich budowę, w sierpniu 1938 roku, przedstawicielom Komitetu Naukowo-Technicznego Zarządu Mechanizacji i Motoryzacji Armii przedstawiono do akceptacji makietę pojazdu. Dwa prototypowe podwozia były gotowe pod koniec tego samego roku. Montaż pancernych nadwozi i wyposażenia na prototypach BA-11 zakończono na początku 1939 roku.
Podwozie ZiS-34 było zmodyfikowanym podwoziem samochodu ZiS-6. Było to podwozie trójosiowe. W jego przedniej części zamocowany był silnik ZiS-16. Był to 6-cylindrowy silnik gaźnikowy o mocy 93 KM (wersja z aluminiową głowica miała moc 96 KM). Napęd z silnika był przenoszony na koła przy pomocy mechanicznej skrzyni biegów demultiplikatorem pozwalającej uzyskać 9 biegów do przodu i 3 do tyły. Koła z oponami 34.00-7.00, na przedniej osi pojedyncze, na tylnych podwójne. Na koła tylnych mostów można było założyć gąsienice Overoll. Baza podwozia 3,55 m. Dwa koła zapasowe były zamocowane do boków kadłuba, za przednią osią i podobnie jak w innych sowieckich samochodach pancernych dzięki zamocowaniu na obrotowych osiach ułatwiały pokonywanie przeszkód terenowych. Na podwoziu osadzony był kadłub z płyt pancernych. Grubość pancerza przedniego była równa 13 mm, bocznego 10–13 mm, stropu 8 mm, podłogi 4 mm. Kadłub był ukształtowany podobnie jak w samochodach pancernych BA-10, ale jego płyty były mocno pochylone co zwiększało szanse na rykoszetowanie pocisków. Przednia część kadłuba pełniła funkcję pancernej osłony silnika. Dalej znajdowały się stanowiska kierowcy i strzelca-radiotelegrafisty obsługującego czkm DT i radiostację 71-TK-1. Za stanowiskiem kierowcy i strzelca kadłub obniżał się, a na jego stropie była zamocowana obrotowa wieża wykonana z blach stalowych. Grubość pancerza czołowego wieży była równa 13 (według niektórych źródeł 18) mm, bocznego 13 mm. Dwuosobowa załoga wieży obsługiwała armatę czołgową ob. 1934 kalibru 45 mm i sprzężony z nią czkm DT. Jednostka ognia do armaty była równa 114, a do karabinów maszynowych 3087 naboi.
Próby prototypów prowadzono od marca do sierpnia 1939 roku. Planowano także testy bojowe w jednostkach uczestniczących w wojnie zimowej, ale ostatecznie do nich nie doszło. Po zakończeniu prób wojskowych decyzją Komitetu Obrony Nr 43 wydaną 19 grudnia 1939 roku BA-11 został oficjalnie przyjęty na uzbrojenie RKKA. Według planów w 1940 roku miała powstać pierwsza seria BA-11 licząca 15 pojazdów. Wozy seryjne miały inną osłonę wlotu powietrza do chłodnicy (zamiast dwóch przykrytych klapami otworów zastosowano prostokątny otwór z pancernymi żaluzjami) i opony o odmiennym bieżniku. Seryjne BA-11 skierowano do Kijowskiego Specjalnego Okręgu Wojskowego. Tam od 1 lipca do 1 września 1940 roku trzy egzemplarze seryjne przejechały łącznie 4800 km uczestnicząc w różnych próbach.
Jednocześnie z produkcją seryjnych BA-11 trwały prace nad ich zmodernizowanymi wersjami. W 1940 roku powstał BA-11D. Wykorzystywał on eksperymentalne podwozie ZiS-34D napędzane 6-cylindrowym silnikiem wysokoprężnym SiS-D-7 o mocy 96-98 KM przy 2200 obr./min. Wersja ta miała masę 8,65 t. Zastosowanie nowego silnika spowodowało zmniejszenie prędkości maksymalnej do 49 km/h, ale wzrosłą jednocześnie uzyskiwana prędkość średnia, oraz zasięg (do ok. 420 km). Testy BA-11D przeprowadzono na Kubince pomiędzy październikiem a grudniem 1940 roku. Wykazały one że skrzynia biegów ma charakterystyki nie pasujące do silnika, ale pozytywnie oceniono wzrost prędkości średniej, a nowy napęd uznano za stwarzający mniejsze zagrożenie pożarowe. Dalsze losy tej wersji nie są dokładnie znane. Część źródeł twierdzi że powstało sześć egzemplarzy seryjnych wykorzystywanych podczas obrony Leningradu, według innych powstał tylko prototyp. Równolegle do prac nad BA-11D powstawało podwozie ZiS-36 z napędzanymi wszystkimi osiami. Nie zostało ono jednak skompletowane przed czerwcem 1941 roku.
Do 22 czerwca 1941 roku zbudowano zaledwie 16 seryjnych BA-11. Po ataku niemieckim zostały one skierowane do jednostek walczących na Froncie Północno-Zachodnim i zostały utracone podczas walk. Po okrążeniu Leningradu i częściowej ewakuacji Fabryki Iżorskiej produkcję BA-11 w tym mieście przerwano, a próba uruchomienia produkcji w Fabryce im. Baranowa w Podolsku zakończyła się niepowodzeniem. W związku z tym po 1941 roku nie zachował się prawdopodobnie ani jeden sprawny BA-11.